# Liste des résolutions du Conseil de sécurité des Nations unies sur l'Égypte
Cet article dresse une liste des résolutions du Conseil de sécurité des Nations unies concernant l'Égypte.

## Égypte
En forme longue la république arabe d'Égypte, en arabe Gumhuriyyat Miṣr al-ʿArabiyyah (جمهوريّة مصر العربيّة), en arabe égyptien communément appelée Masr (مصر)
L' Égypte est un des membres fondateurs de l'organisation des Nations unies.
- Résolution 53 : la question de la Palestine (adoptée le 7 juillet 1948).
- Résolution 54 : la question de la Palestine (adoptée le 15 juillet 1948).
- Résolution 56 : la question de la Palestine (adoptée le 19 août 1948).
- Résolution 59 : la question de la Palestine (adoptée le 19 octobre 1948).
- Résolution 60 : la question de la Palestine (adoptée le 29 octobre 1948).
- Résolution 61 : la question de la Palestine (adoptée le 4 novembre 1948).
- Résolution 62 : la question de la Palestine (adoptée le 16 novembre 1948).
- Résolution 66 : la question de la Palestine (adoptée le 29 décembre 1948).
- Résolution 118 : exigences quant au règlement de l'affaire de Suez (adoptée le 13 octobre 1956).
- Résolution 119 : plainte de l'Égypte (adoptée le 31 octobre 1956) .
- Résolution 234 : demande de cessez-le-feu au Moyen-Orient (adoptée le 7 juin 1967).
- Résolution 240 : violation du cessez-le-feu au Moyen-Orient (adoptée le 25 octobre 1967).
- Résolution 242 : la situation au Moyen-Orient : retrait des forces armées d'Israël des territoires occupés dans le récent conflit (la guerre des Six Jours) en échange de la paix et de la reconnaissance d'Israël (adoptée le 22 novembre 1967).
- Résolution 338 : réaffirme la validité de la Résolution 242 et appelle à un cessez-le-feu dans la guerre du Kippour et à des négociations en vue « d’instaurer une paix juste et durable au Moyen-Orient », (adoptée le 22 octobre 1973 lors de la 1 747e séance).
- Résolution 339 : cessez-le-feu entre l'Égypte et l'Israël (adoptée le 23 octobre 1973).
- Résolution 340 : force d'urgence de l'ONU au Moyen-Orient (adoptée le 25 octobre 1973).
- Résolution 346 : Égypte-Israël (adoptée le 8 avril 1974).
- Résolution 362 : Égypte-Israël (adoptée le 23 octobre 1974).
- Résolution 368 : Égypte-Israël (adoptée le 17 avril 1975).
- Résolution 371 : Égypte-Israël (adoptée le 24 juillet 1975).* Résolution 378 : Égypte-Israël (adoptée le 23 octobre 1975).* Résolution 381 : Israël-République arabe syrienne (adoptée le 30 novembre 1975).
- Résolution 396 : Égypte-Israël (adoptée le 22 octobre 1976).
- Résolution 416 : Égypte-Israël (adoptée le 21 octobre 1977).
- Résolution 438 : Égypte-Israël (adoptée le 23 octobre 1978).
- Résolution 1044 : lettre datée du 9 janvier 1996, adressée au président du Conseil de sécurité par le représentant permanent de l’Éthiopie auprès de l’Organisation des Nations unies concernant l’extradition des suspects recherchés pour la tentative d’assassinat du Président de la république arabe d’Égypte à Addis-Abeba (Éthiopie), le 26 juin 1995 (S/1996/10)
- Résolution 1054 : lettre datée du 9 janvier 1996, adressée au président du Conseil de sécurité par le représentant permanent de l’Éthiopie auprès de l’Organisation des Nations unies concernant l’extradition des suspects recherchés pour avoir participé à la tentative d’assassinat du président de la république arabe d’Égypte à Addis-Abeba (Éthiopie), le 26 juin 1995 (S/1996/10)
- Résolution 1070 : lettre datée du 9 janvier 1996, adressée au président du Conseil de sécurité par le représentant permanent de l’Éthiopie auprès de l’Organisation des Nations unies concernant l’extradition des suspects recherchés pour l’attentat dont le président de la république arabe d’Égypte a été la cible le 26 juin 1995 à Addis-Abeba (Éthiopie)
- Résolution 1081 : la situation au Moyen-Orient
- Résolution 1372 : sur la résolution 1054 du Conseil de sécurité, en date du 26 avril 1996(lettre datée du 9 janvier 1996, adressée au président du Conseil de sécurité par le représentant permanent de l’Éthiopie auprès de l’Organisation des Nations unies concernant l’extradition des suspects recherchés pour avoir participé à la tentative d’assassinat du président de la république arabe d’Égypte à Addis-Abeba (Éthiopie), le 26 juin 1995 (S/1996/10)).
- Résolution 1550 : la situation au Moyen-Orient.
- Résolution 1848 : la situation au Moyen-Orient.